# Maria Antònia Munar i Riutort
Maria Antònia Munar i Riutort (* 16. März 1955 in Barcelona) ist eine spanische Politikerin. Sie wurde wegen Korruption zu langjährigen Haftstrafen verurteilt.

## Leben
Munar ist von Beruf Rechtsanwältin. Sie heiratete einen bekannten mallorquinischen Bauunternehmer. Sie wurde Bürgermeisterin der auf der spanischen Mittelmeerinsel Mallorca gelegenen Gemeinde Costitx. Von 1995 bis 2007 war sie Präsidentin des Inselrates und von 2007 bis 2010 Präsidentin des Parlaments der Balearen. Außerdem war sie Vorsitzende der Partei Unió Mallorquina. Im Oktober 2003 wurde sie in Dakar zur Vizepräsidentin des Liberalen Weltkongresses gewählt.
Sie hatte den Spitznamen Prinzessin bzw. Königin von Mallorca.
2010 trat sie nach schweren Korruptionsvorwürfen als Parlamentspräsidentin zurück. Im Jahr 2012 begann gegen sie ein strafgerichtliches Verfahren, in dem sie im selben Jahr wegen Veruntreuung, Rechtsbeugung und Urkundenfälschung zu einer Freiheitsstrafe von fünf Jahren und sechs Monaten verurteilt wurde. Das Gericht in Palma sah den Vorwurf als erwiesen, dass sie einer Medienfirma 240.000 Euro Subventionen rechtswidrig hatte zukommen lassen.
Im Jahr 2013 gab es weitere auf ihre aktive Zeit als Politikerin zurückgehende Korruptionsvorwürfe, die zu Hausdurchsuchungen führten. Sie wurde in einem neuen Gerichtsprozess zu weiteren sechs Jahren Haft verurteilt und musste, obwohl beide Urteile noch nicht rechtskräftig waren, in Untersuchungshaft.
Der Oberste Gerichtshof Spaniens bestätigte 2013 dann das erste Urteil, so dass Munar in Haft blieb. 2014 wurde auch das zweite Urteil bestätigt. Gegenstand des zweiten Verfahrens war ein im Jahr 2006 durchgeführtes fingiertes Ausschreibungsverfahren für das Grundstück Can Domenge in Palma de Mallorca, in dem die Immobilie weit unter Wert veräußert wurde und vier Millionen Euro Schmiergeld, zum Teil auch an Munar, flossen. Sie wurde auch zur Schadensersatzleistung in Höhe von 3,4 Millionen € an den Inselrat verurteilt.